# Гайдай, Сергей Владимирович
Серге́й Влади́мирович Гайда́й (укр. Сергій Володимирович Гайдай; род. 6 ноября 1975, Северодонецк, Луганская область, Украинская ССР, СССР) — украинский государственный деятель. Председатель Луганской областной государственной администрации (руководитель областной военно-гражданской администрации) (25 октября 2019 — 15 марта 2023).

## Образование
В 2014 году окончил Хмельницкий экономический университет, бакалавр (финансы и кредит).
В 2019 году с отличием окончил Академию Государственного управления при Президенте Украины, магистр (публичное управление и администрирование).

## Трудовая деятельность
С 2000 по 2015 год — на руководящих должностях частных предприятий Киева.
С 2005 года — генеральный директор ООО «Дембуд».

## Политическая деятельность
В 2008—2010 гг. Сергей Гайдай работал помощником депутата Киевского совета Алексея Резника. 
С 2014 по 2015 год работал советником главы Обуховской РГА в Киевской области.
С 2015 года — депутат Мукачевского районного совета VII созыва.
С 8 сентября 2015 по 28 ноября 2018 года — председатель Мукачевской райгосадминистрации, беспартийный.
Был советником патронатной службы главы Закарпатской ОГА Игоря Бондаренко.
С 25 октября 2019 по 15 марта 2023 года — руководитель Луганской областной военно-гражданской администрации.
С 15 марта 2024 года — председатель Мукачевской районной государственной администрации.
2 августа 2025 года в ходе масштабного расследования, проводимом Национальным антикоррупционным бюро Украины и Специализированной антикоррупционной прокуратурой, Сергей Гайдай был задержан по делу депутата Алексея Кузнецова. Ранее НАБУ задержало депутата от партии «Слуга народа» Алексея Кузнецова за взятку при закупке дронов и средств радиоэлектронной борьбы для нужд Вооруженных сил Украины. 
Кабмин инициировал увольнение Сергея Гайдая с поста главы Мукачевской районной госадминистрации на фоне выявленной коррупционной схемы в закупках дронов для ВСУ. Об этом в Telegram-канале сообщила премьер Украины Юлия Свириденко.
«Правительство решило направить Владимиру Зеленскому проект распоряжения о снятии с должности председателя Мукачевской районной госадминистрации Сергея Гайдая», — написала Свириденко.
Ночью 2 августа 2025 Сергей Гайдай был уволен с поста Мукачевской райгосадминистрации распоряжением президента Украины Владимира Зеленского.
4 августа НАБУ и САП объявили подозрения шести фигурантам коррупционной схемы по закупке дронов и РЭБ. В присвоении чужого имущества организованной группой и коррупции в особо крупных размерах подозревают народного депутата из Луганщины Алексея Кузнецова, бывшего главу Луганской ОГА Сергея Гайдая, бывшего начальника Рубежанской МВА Андрея Юрченко.
ВАСК отправил Сергея Гайдая в СИЗО на 60 суток с возможностью внесения залога в 10 миллионов гривен. 
В случае внесения средств на экс-чиновника — будет возложен ряд процессуальных обязанностей: не покидать Ужгород, сдать заграничные паспорта, не общаться с другими подозреваемыми и свидетелями. 
Защитники Сергея Гайдая, комментируя решение суда, заявили, что будут подавать апелляцию. Также, по их словам, у самого Гайдая нет такой суммы, чтобы заплатить залог.

## Награды и отличия
- Орден Богдана Хмельницкого III степени (6 марта 2022) — за весомый личный вклад в защиту государственного суверенитета и территориальной целостности Украины, мужество и самоотверженные действия, проявленные при организации обороны населенных пунктов от российских захватчиков[23]
- Знак отличия За службу государству (2016)[24];
- Орден Святителя Николая Чудотворца (2017) — за заслуги перед УПЦ и благотворительность[25];
- Знак отличия Командующего объединённых сил «Казацкий Крест» I степени (2020);
- Знак отличия «За мужество и профессионализм» (2020);
- Знак отличия — медаль «Операция объединённых сил. За доблесть и верность» (2020)[26];
- Знак отличия — медаль Национальной гвардии Украины «За взаимодействие» (2020);
- Знак отличия Совета национальной безопасности и обороны Украины «Защитник Украины» (2020)[27];
- Знак отличия — медаль Государственной пограничной службы Украины «За содействие в охране государственной границы» (2020);
- Почётный нагрудный знак Главнокомандующего Вооружённых сил Украины «За заслуги перед вооруженными силами Украины» (2020);
- Знак отличия — медаль Министерства обороны Украины «За содействие Вооружённым Силам Украины» (2020)[28];
- Памятный знак Управления государственной охраны Украины «За содействие государственной охране Украины» (2021).
- Орден Святого Архистратига Михаила II степени — «За заслуги перед Поместной Украинской Православной Церковью и побожним народом» (15 ноября 2022).
- Знак отличия «Крест Сухопутных войск» (18 марта 2023).
- Медаль «Крест почета» от Государственной Пограничной службы (5 октября 2024).

## Семья
Не женат, есть дочь Ксения Сергеевна Гайдай (род. 3 сентября 1993).